# 비콜반도
비콜반도는 필리핀 루손섬에 위치한 반도이다. 비콜 지방의 일부로, 반도에 위치한 지방들은 알바이주, 북카마리네스주, 남카마리네스주, 소르소곤주이며, 카탄두아네스주와 마스바테주는 섬 건너 편에 있다. 

## 개요
이 반도는 케손 지방에 의해서 루손의 나머지 지역과 연결되어 있으며, 반시계방향으로 북쪽에서 아래의 해역에 의해 경계를 이루고 있다. 
- 라몬만 - 북쪽으로
- 라가이만 - 카마리네스 지방 서쪽으로
- 부리아스 패스 - 알바이 서쪽
- 티카오 패스 - 소르소곤 서쪽
- 사마라해 - 남쪽으로
- 산베르나르디노 해협 - 남동쪽
- 필리핀해 - 소르소곤 동쪽
- 알바이만 - 알바이 동쪽
- 라고노이만 - 알바이 북동쪽
- 마키다 수로 - 남카마리네스 동쪽
- 산미겔만 - 북카마리네스 동쪽

반도의 지리적 특정 중에는 마욘산  활화산과 불루산산 활화산이 있고, 주요 인구의 중심지로는 다에트, 북카마리네스, 나가, 남카마리네스, 그리고 레가스피, 알바이주가 있다.

## 같이 보기
- 비콜 지방